# Jüdischer Friedhof (Gartz)

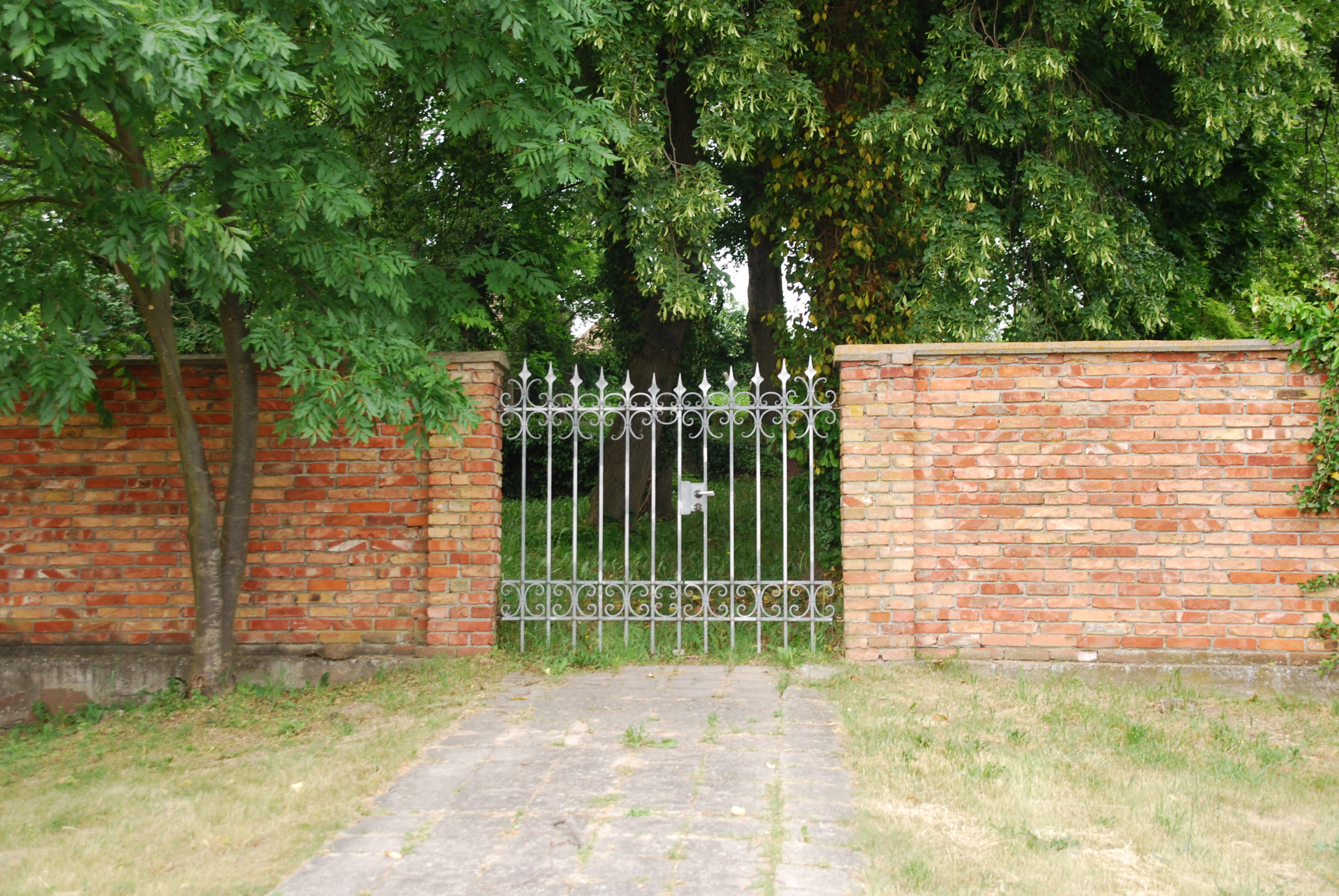
Eingang zum jüdischen Friedhof in Gartz

Der Jüdische Friedhof Gartz in Gartz (Oder), einer Stadt im Landkreis Uckermark im Bundesland Brandenburg, liegt an der Heinrichshofer Straße.
Der etwa 10 Ar große Friedhof ist von einer Backsteinmauer umgeben. Er wurde um 1850 oder 1880 neu angelegt und bis 1935 belegt. Im Jahr 1938 wurde er teilweise verwüstet. Es sind noch etwa 25 Grabsteine vorhanden, einige von ihnen sind zerschlagen und nur noch teilweise da. Der Friedhof wird seit 1988 gepflegt.